# Fabian Zetterlund
Fabian Zetterlund, né le 25 août 1999 à Karlstad, en Suède, est un joueur professionnel suédois de hockey sur glace. Il joue à la position d'attaquant.

## Biographie

### Carrière en club
Il joue son hockey junior dans l'organisation du Färjestad BK. Il fait ses débuts dans la SHL lors de la saison 2015-2016 en disputant un seul match avec le Färjestad BK.
Il est repêché au 3e tour, en 63e position au total, par les Devils du New Jersey au Repêchage d'entrée dans la LNH 2017. Le 13 mai 2019, il signe son contrat d'entrée de 3 ans avec les Devils.
Avec le début de la saison 2020-2021 qui est retardée en Amérique du Nord en raison de la pandémie de COVID-19, il est prêté à la formation du AIK IF dans la Allsvenskan, le 24 octobre 2020. Au retour des activités en Amérique du Nord, il est assigné aux Devils de Binghamton dans la LAH.
Il commence la saison 2021-2022 dans la LAH avec les Comets d'Utica. Le 17 novembre 2021, il est rappelé pour la première fois par les Devils du New Jersey et dispute ses 3 premiers  matchs dans la LNH avant de retourner à Utica.
Il est rappelé pour une 2e fois par les Devils, le 7 avril 2022. Quelques jours plus tard, le 13 avril, il inscrit son premier but dans la LNH face aux Coyotes de l'Arizona.
Le 10 août 2022, il signe un nouveau contrat d'un an à deux volets avec les Devils.
Le 26 février 2023, Zetterlund est échangé aux Sharks de San José en compagnie de Nikita Okhotiouk, Andreas Johnsson, Chakir Moukhamadoulline, ainsi qu'un choix conditionnel de 1er tour en 2023, un choix conditionnel de 2e tour en 2024 et d'un choix de 7e tour en 2024. En retour, les Devils reçoivent Timo Meier, Scott Harrington, Santeri Hatakka, Zachary Émond, Timour Ibraguimov et un choix de 5e tour en 2024.
Le 7 mars 2025, à l'approche des séries éliminatoires, les Sénateurs font son acquisition dans le but d'ajouter de la profondeur à leur attaque. Ils obtiennent aussi l'espoir Tristen Robins et un choix de quatrième tour des Sharks en échange de Noah Gregor, Zack Ostapchuk ainsi qu'un choix de deuxième ronde en 2025,.

## Statistiques

### En club
| Saison     | Équipe               | Ligue         |     | Saison régulière | Saison régulière | Saison régulière | Saison régulière | Saison régulière |   | Séries éliminatoires | Séries éliminatoires | Séries éliminatoires | Séries éliminatoires | Séries éliminatoires |
| Saison     | Équipe               | Ligue         | PJ  | B                | A                | Pts              | Pun              | PJ               | B | A                    | Pts                  | Pun                  |                      |                      |
| 2015-2016  | Färjestad BK U20     | J20 SuperElit | 18  | 0                | 9                | 9                | 16               | 4                | 1 | 0                    | 1                    | 0                    |                      |                      |
| 2015-2016  | Färjestad BK         | SHL           | 1   | 0                | 0                | 0                | 0                | -                | - | -                    | -                    | -                    |                      |                      |
| 2016-2017  | Färjestad BK         | J20 SuperElit | 40  | 16               | 20               | 36               | 18               | 2                | 0 | 1                    | 1                    | 0                    |                      |                      |
| 2016-2017  | Färjestad BK         | SHL           | 14  | 0                | 0                | 0                | 2                | -                | - | -                    | -                    | -                    |                      |                      |
| 2017-2018  | Färjestad BK         | J20 SuperElit | 5   | 5                | 1                | 6                | 4                | 1                | 0 | 1                    | 1                    | 0                    |                      |                      |
| 2017-2018  | Färjestad BK         | SHL           | 35  | 3                | 4                | 7                | 6                | 6                | 1 | 1                    | 2                    | 2                    |                      |                      |
| 2017-2018  | Timrå IK             | Allsvenskan   | 8   | 2                | 3                | 5                | 0                | -                | - | -                    | -                    | -                    |                      |                      |
| 2018-2019  | Färjestad BK         | SHL           | 16  | 2                | 2                | 4                | 8                | -                | - | -                    | -                    | -                    |                      |                      |
| 2019-2020  | Devils de Binghamton | LAH           | 46  | 8                | 11               | 19               | 8                | -                | - | -                    | -                    | -                    |                      |                      |
| 2020-2021  | AIK IF               | Allsvenskan   | 21  | 4                | 6                | 10               | 14               | -                | - | -                    | -                    | -                    |                      |                      |
| 2020-2021  | Devils de Binghamton | LAH           | 34  | 7                | 12               | 19               | 8                | -                | - | -                    | -                    | -                    |                      |                      |
| 2021-2022  | Comets d'Utica       | LAH           | 58  | 24               | 28               | 52               | 8                | 5                | 2 | 6                    | 8                    | 0                    |                      |                      |
| 2021-2022  | Devils du New Jersey | LNH           | 14  | 3                | 5                | 8                | 0                | -                | - | -                    | -                    | -                    |                      |                      |
| 2022-2023  | Devils du New Jersey | LNH           | 45  | 6                | 14               | 20               | 6                | -                | - | -                    | -                    | -                    |                      |                      |
| 2022-2023  | Sharks de San José   | LNH           | 22  | 0                | 3                | 3                | 8                | -                | - | -                    | -                    | -                    |                      |                      |
| 2023-2024  | Sharks de San José   | LNH           | 82  | 24               | 20               | 44               | 33               | -                | - | -                    | -                    | -                    |                      |                      |
| 2024-2025  | Sharks de San José   | LNH           | 64  | 17               | 19               | 36               | 10               | -                | - | -                    | -                    | -                    |                      |                      |
| Totaux LNH | Totaux LNH           | Totaux LNH    | 227 | 50               | 61               | 111              | 57               | -                | - | -                    | -                    | -                    |                      |                      |

### En équipe nationale
| Année | Équipe | Compétition                  |    | PJ | B | A | Pts | Pun                |  | Résultat |
| 2015  | Suède  | Défi mondial -17 ans         | 6  | 2  | 2 | 4 | 0   | Médaille de bronze |  |          |
| 2016  | Suède  | Ivan Hlinka -18 ans          | 5  | 1  | 2 | 3 | 27  | 4e place           |  |          |
| 2017  | Suède  | Championnat du monde -18 ans | 7  | 3  | 2 | 5 | 0   | 4e place           |  |          |
| 2018  | Suède  | Championnat du monde junior  | 7  | 2  | 0 | 2 | 4   | Médaille d'argent  |  |          |
| 2019  | Suède  | Championnat du monde junior  | 5  | 0  | 0 | 0 | 6   | 5e place           |  |          |
| 2023  | Suède  | Championnat du monde         | 4  | 2  | 1 | 3 | 2   | 6e place           |  |          |
| 2024  | Suède  | Championnat du monde         | 10 | 3  | 1 | 4 | 2   | Médaille de bronze |  |          |